# Sonam Yangden Wangchuck
La princesa Sonam Yangden Wangchuck (Timbu, 9 de septiembre de 2023) es la tercera de los hijos y única niña de los reyes de Bután, Jigme Khesar Namgyel Wangchuck y Jetsun Pema. Se encuentra en la tercera posición en la sucesión al trono por detrás de sus hermanos mayores.

## Biografía
El 14 de junio de 2023, la casa real confirmó que la reina Jetsun Pema estaba embarazada de su tercer hijo.  A su vez, confirmaron que el nacimiento estaba previsto para el otoño siguiente.
La princesa nació el 9 de septiembre de 2023, en el Palacio Lingkana de Timbu. Fue presentada oficialmente el 9 de diciembre de 2023, en una ceremonia realizada en el Dzong Tashichoe, con motivo del décimo aniversario del reinado del rey Jigme Namgyel. En esta ocasión también se anunció su nombre:  Sonam Yangden. «Sonam» es un nombre butanés que significa mérito, longevidad y buena fortuna. Por su parte, «Yangden» (o «Yangdon»), que significa joya preciosa, y representa la prosperidad y el bienestar. Posee el título de «Gyalsem», que significa «princesa» en idioma dzongkha, y el tratamiento de Alteza Real.
Tras la ceremonia de anuncio del nombre, la princesa hizo su primera aparición pública en el posado de Año Nuevo de la familia real. En marzo de 2023, acompañó a sus padres y hermanos en una visita de Estado a Daca, Bangladés.

## Títulos y tratamientos
| ● 9 de septiembre de 2023-presente: | Su alteza real la princesa Sonam Yangden Wangchuck, Gyalsem de Bután |